# Ring 1 (Belgien)

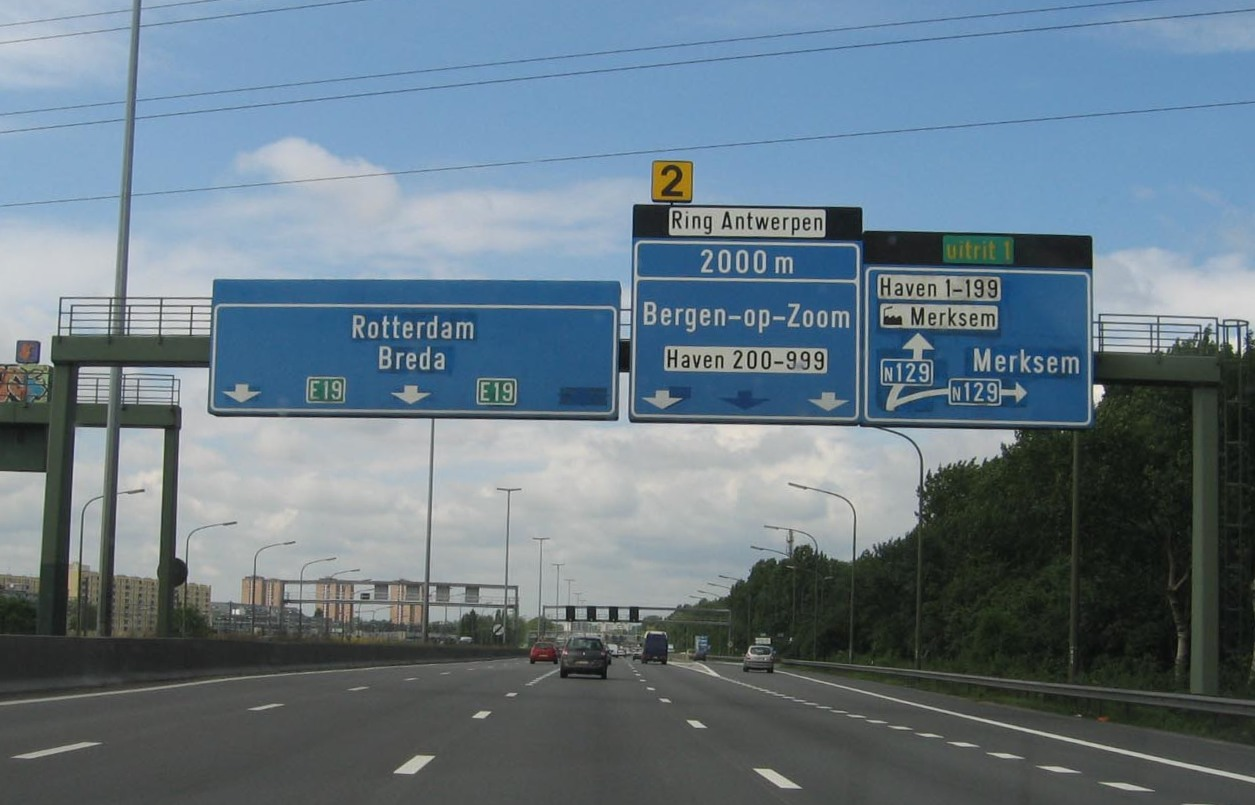
Der Ring an der Ausfahrt Merksem

Der belgische Ring 1, auch Antwerpener Ring (frz.: Ring d'Anvers bzw. niederl.: Ring rond Antwerpen) genannt, ist eine 17 km lange Stadtautobahn um die belgische Stadt Antwerpen. Der R1 beginnt im Norden von Antwerpen, mit der Autobahn A1, welche aus Richtung von Breda Niederlande kommt. Nach und nach schließen die A13 aus Richtung Lüttich bzw. Aachen Deutschland und die A12 nach Brüssel am Kreuz Antwerpen-Oost sowie am Kreuz Antwerpen-Zuid an. Der Ring führt nach dem Kreuz-Süd unterhalb der Schelde durch den Kennedytunnel. Nach dem Tunnel verläuft die Autobahn weiter als A14 in Richtung Gent und Kortrijk, der eigentliche Autobahnring jedoch führt weiter in Richtung Norden, wo er dann als A11 bis nach Assenede verläuft.